# Llista de conjectures de Paul Erdős
El prolific matemàtic Paul Erdős i els seus diversos col·laboradors van fer moltes conjectures matemàtiques rellevants, sobre un camp ampli de temes, i en molts casos Erdős va oferir recompenses monetàries a qui les resolgués.

## No resoltes
- Conjectura d'Erdős–Faber–Lovász sobre la coloració d'unions de cliques.
- Conjectura d'Erdős–Gyárfás sobre els cicles de longituds iguals a una potència de dos en grafs amb grau mínim 3.
- Conjectura d'Erdős–Hajnal que en una família de grafs definida per un subgraf exclòs induït, cada graf té o bé una clica gran o bé un conjunt independent gran.[1]
- Conjectura d'Erdős–Mollin–Walsh en ternes consecutives de nombres potents.
- Conjectura d'Erdős–Selfridge que un sistema de cobertura amb mòduls diferents conté com a mínim un modulus parell.
- Conjectura d'Erdős–Straus sobre l'equació diofàntica 4/n = 1/x + 1/y + 1/z.
- Conjectura d'Erdős sobre les progressions aritmètiques en sèries amb sumes divergents de recíprocs.
- Conjectura d'Erdős–Szekeres sobre el nombre de punts necessaris per assegurar que un conjunt de punts conté un polígon convex gran.
- Conjectura d'Erdős–Turán sobre bases additives de nombres naturals.
- Una conjectura sobre les seqüències d'enters amb creixemebr ràpid amb speries recíproques racionals.
- Una conjectura amb Norman Oler sobre el cercle que empaqueta un triangle equilàter quan el nombre de cercles és un nombre triangular menys u.
- El problema del mínim solapament per calcular el límit de M(n).
- Una conjectura sobre si l'expansió ternària de {\displaystyle 2^{n}} conté com a mínim un dígit 2, per {\displaystyle n>8}.[2]

## Resoltes
- Conjectura d'Erdős dels conjunts suma, demostrat per Joel Moreira, Florian Karl Richter, Donald Robertson al 2018. La demostració va aparèixer als "Annals de Mathematics" del març de 2019.[3]
- Conjectura de Burr–Erdős sobre els nombres de Ramsey dels grafs, demostrada per Choongbum Lee l'any 2015.
- Una conjectura sobre la coloració equitable, demostrada l'any 1970 per András Hajnal i Endre Szemerédi i ara conegut com teorema d'Hajnal–Szemerédi.[4]
- Una conjectura que hauria enfortit el teorema de Furstenberg–Sárközy que declarava que el nombre d'elements en un conjunt d'enters positius sense diferències quadrades només podria superar l'arrel quadrada del seu valor més gran per un factor polilogarítmic, demostrat que no era vàlid per András Sárközy al 1978.[5]
- Conjectura d'Erdős–Lovász sobre sistemes-delta dèbils/forts, demostrada per Michel Deza l'any 1974.[6]
- Conjectura d'Erdős–Heilbronn en teoria de nombres combinatòria del nombre de sumes de dos conjunts de residus mòdul un nombre primer, demostrada per Dias da Silva i Hamidoune al 1994.[7]
- Conjectura d'Erdős-Graham en teoria combinatòria de sobre les representacions en fracció egípcia monocromàtiques de la unitat, demostrada per Ernie Croot l'any 2000.[8]
- Conjectura d'Erdős-Stewart sobre l'equació diofàntica n! + 1 = pka pk+1b, solucionada per Florian Luca l'any 2001.[9]
- Conjectura de Cameron-Erdős sobre conjunts d'enters lliures de sumes, demostrada per Ben Green i Alexander Sapozhenko al 2003–2004.[10]
- Conjectura d'Erdős–Menger sobre els camins disjunts en grafs infinits, demostrada per Ron Aharoni i Eli Berger l'any 2009.[11]
- Problema de les distàncies diferents d'Erdős. L'exponent correcte va ser demostrat l'any 2010 per Larry Guth i Nets Katz, però la potència correcta de log n és encara un problema obert.[12]
- Conjectura d'Erdős-Rankin sobre espais entre primers, demostrada per Ford, Green, Konyagin, i Tao al 2014
- Problema de la discrepància d'Erdős en sumes parcials de sèries ±1.
- Conjectura d'Erdős que afirma que els coeficients binomials centrals de C(2n, n) mai no estan lliure de quadrats per n > 4, demostrada l'any 1996.